# Ovalle
Ovalle è un comune del Cile capoluogo della provincia di Limarí nella Regione di Coquimbo. Al censimento del 2002 possedeva una popolazione di 98.089 abitanti.

## Società

### Evoluzione demografica
| Censimento del 1992 | Censimento del 2002 |
| 84.982 ab.          | 98.089 ab.          |